# Muscolo frontale
Il muscolo frontale è un muscolo pellicciaio, sottile, di forme quadrangolare e strettamente aderente alla fascia superficiale. È più largo dell'occipitale e le sue fibre sono più lunghe e più pallide di colore.
Non ha origini o inserzioni ossee.
Le sue fibre mediali sono in continuazione con quelle del procero; le sue fibre dirette si fondono con il corrugatore e con l'orbicolare dell'occhio; e le sue fibre laterali sono inoltre fuse con un ultimo muscolo sopra il processo zigomatico dell'osso frontale.
Da queste inserzioni le fibre si dirigono verso l'alto, e si uniscono nella galea aponeurotica sotto la sutura coronale.
I margini mediali del frontale si uniscono assieme per un tratto sopra la radice del naso; ma lo spazio tra gli occipitali è considerabile, sebbene in modo variabile, occupato dalla galea aponeurotica.
È considerato da molti autori non come un muscolo a sé stante, ma come una parte del muscolo occipitofrontale.

## Significato clinico
In un esame neurologico il muscolo frontale è utile nel determinare se una anormalità del nervo facciale è dovuta alla lesione del neurone motore superiore o inferiore.
- In una anormalità del neurone motore superiore del nervo facciale, il muscolo frontale è di solito di riserva, quindi il paziente può innalzare il sopracciglio normalmente.
- In una anormalità del neurone motore inferiore del nervo facciale, ci sarà una debolezza unilaterale di un lato del muscolo frontale.

È questo il motivo per cui il muscolo frontale ha una rappresentazione corticale bilaterale.

## Altre immagini

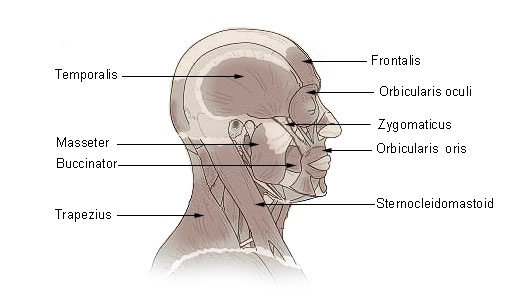
Muscoli della testa e del collo